# Lizi Pop
Ліза Джапарідзе (груз. ლიზა ჯაფარიძე; нар.. 19 вересня 2003, Тбілісі, Грузія), відоміша під сценічним ім'ям Lizi Pop (груз. ლიზი პოპი), — грузинська співачка, актриса, модель, телеведуча. З піснею «Happy day» (з англ. — «Щасливий день») представляла Грузію на Дитячому Євробаченні 2014 року, який проходив на Мальті. У 2017 році була співведучою Гелен Каландадзе на Дитячому Євробаченні — 2017 в Тбілісі.

## Кар'єра
Ліза Джапарідзе народилася 19 вересня 2004 року в Тбілісі. Навчалася у грузино-американській школі. Крім рідної грузинської мови володіє російською, англійською та французькою, а також продовжує вивчати іспанську. З 2011 року вона займалася вокалом «Bzikebistudio» у Гіги Кухіанідзе, чиї пісні виконувалися представниками Грузії на Дитячих Євробаченнях 2008, 2010, 2011, 2012 і 2013 років.

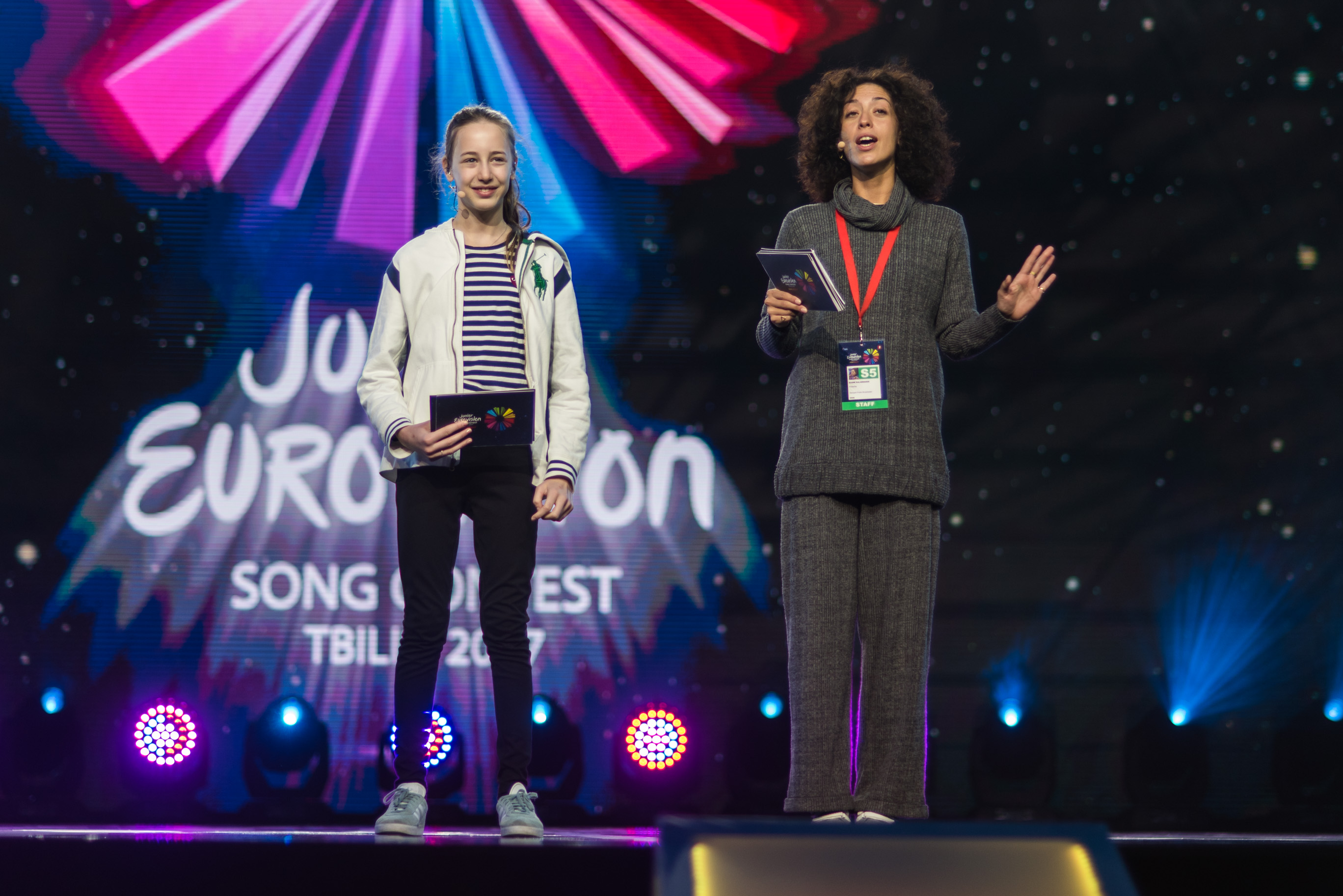
Lizi Pop і Гелен Каландадзе на генеральній репетиції Дитячого Євробачення 2017

Дебютний сингл Lizi Pop «Make-Up!» вийшов 2012 року. У наступному році в світ вийшла ще одна пісня — «Cloud», а також спільна новорічна робота з переможцями Дитячого Євробачення — 2011, колективом «Candy», — «Фея в місті» (груз. ზღაპარი ქალაქში) — кавер-версії пісні «After the Love Has Gone», виконаної в 1979 році американською групою «Earth, Wind &amp; Fire». В лютому 2014 року у світ вийшов відеомюзикл «Історія про морквину: зайці проти вовка» (груз. სტაფილო Story: კურდღელი VS მგელი), в якому Ліза зіграла головну роль зайця.
У серпні 2014 року було оголошено, що Lizi Pop з піснею «Happy day» представить Грузію на конкурсі Дитячого Євробачення, який пройде на Мальті. Попри те, що відеокліп на цю композицію на офіційному YouTube-каналі Конкурсу досяг другого місця за кількістю переглядів (після пісні «Anyone I Want to Be» Роксани Венгель, що перемогла у 2018 році), Lizi Pop посіла лише 11-те місце, що стало найневдалішим виступом для Грузії за всю історію.
Рік потому Lizi Pop стала офіційним глашаєм від Грузії на Дитячому Євробаченні — 2015, а в 2017 році виступила співведучою Гелен Каландадзе на Дитячому Євробаченні — 2017, що пройшов у Тбілісі, ставши таким чином першим ведучим цього Конкурсу, який раніше брали в ньому безпосередню участь.

## Цікаві факти
- Ліза Джапарідзе — сестра вокалістки групи «А'Студіо» Кеті Топурії[6].